# Hyposmocoma propinqua
Hyposmocoma propinqua là một loài bướm đêm thuộc họ Cosmopterigidae. Nó là loài đặc hữu của Molokai.